# Raïon de la Khassyne
Le raïon de la Khassyne (en russe : Хасы́нский райо́н, Khassynski raïon) est une subdivision administrative (raïon) et une municipalité (okroug municipal) de l'oblast de Magadan, en Russie. Situé dans le centre-sud de l'oblast, le raïon fait partie de la Kolyma, une région d'Extrême-Orient russe. Son centre administratif est la commune urbaine de Palatka, et il compte en tout 7 localités. Sa population s'élevait à 6 934 habitants en 2023.

## Localités
Il y a 7 localités dans le raïon,.
| Liste des localités | Liste des localités | Liste des localités | Liste des localités         |
| N°                  | Localité            | Statut              | Population Recensement 2021 |
| ------------------- | ------------------- | ------------------- | --------------------------- |
| 1                   | Atka                | commune urbaine     | 20                          |
| 2                   | Karamken            | village             | 3                           |
| 3                   | Palatka             | commune urbaine     | 3965                        |
| 4                   | Splavnaïa           | village             | 44                          |
| 5                   | Stekolni            | commune urbaine     | 2125                        |
| 6                   | Talaïa              | village             | 364                         |
| 7                   | Khassyne            | village             | 302                         |